# Здание Петербургской портовой таможни
Здание Петербургской портовой таможни — памятник архитектуры. Расположен в Санкт-Петербурге, современный адрес дома — набережная Макарова, 4.

## История
По изначальному плану Петра I именно здесь должна была располагаться главная площадь Петербурга, поэтому на участках селились знатные и богатые люди. В 1730-е годы таможенные службы переместились в этот район с Городского острова вслед за перемещением торгового порта. Службы были размещены в бывшем доме К. А. Нарышкина, но в начале XIX века здание перестало быть удобным для подобного использования.
В мае 1824 года была создана Комиссия по постройке новых таможенных зданий в Санкт-Петербурге и Кронштадте, возведение осуществлялось одновременно с постройкой северного и южного пакгаузов Биржи, обусловленного повреждением старых складов наводнением. Проект здания создал И. Ф. Лукини, строивший пакгаузы; Николай I во время согласования проекта распорядился повысить башню и купол для размещения в них оптического телеграфа и наблюдения за прибывающими кораблями. Вероятно, в разработке участвовал В. П. Стасов. Надзор за строительством осуществлял Е. Ф. Канкрин. Современное здание построено на месте особняка Лопухиных.
Здание по оси ансамбля стрелки расположено симметрично Кунсткамере, по силуэту перекликается с ним. Дом в плане прямоугольный, обращён фасадом на Малую Неву, увенчан куполом на высоком барабане. Первый этаж рустован, истолкован как цокольный, на его выступе в центре стоит восьмиколонный ионический портик. На фронтоне здания стоят медные статуи Меркурия, Нептуна (с веслом вместо обычного трезубца) и Цереры, изготовленные на Александровском заводе неизвестным скульптором, также на фронтоне были установлены часы. Из лепнины на здании использованы только торговые и морские эмблемы на тимпане фронтона.
Здание было заложено 30 августа 1829 года, строительство завершилось 8 сентября 1832 года; в знак окончания на флагштоке был поднят флаг.
В главном зале здания стоят две пары колонн ионического ордера из жёлтого искусственного мрамора, центральная часть перекрыта крестовым сводом, расписанными растительными орнаментами с женскими и детскими фигурами, её стены завершает карниз с модульонами и розеттами. Аналогичная роспись сохранилась в соседнем зале, у которого коробовый свод.
После переезда порта на Гутуевский остров в 1885 году таможенные службы освободили здание, на их месте разместились жилые квартиры. В 1903 году для нужд Акцизного управления, Губернского казначейства и других учреждений Министерства финансов была проведена реконструкция дома по проекту Н. А. Гаккеля, предположительно, тогда же были демонтированы часы. С 1906 по 1917 год часть здания вновь занимало таможенное ведомство.
В 1907 году была переделана парадная лестница, при этом была уничтожена её роспись и изменено украшение стен.
После 1917 года третий этаж здания был жилым, в первых двух находились учреждения, в частности, Центрспирт.
С 1927 года в здании расположены Институт русской литературы РАН («Пушкинский дом») и Литературный музей. В 1999 году во время празднования двухсотлетнего юбилея Пушкина перед главным входом установили его бюст, созданный за 100 лет до этого И. Н. Шредером. Во дворе здания было построено фондохранилище, перестроенное из здания котельной по требованию Д. С. Лихачёва об оборудовании Пушкинского дома помещением современного уровня защиты. Фондохранилище построено в 1999 году в неоклассическом стиле с 17-метровым остеклённым переходом.

## Галерея

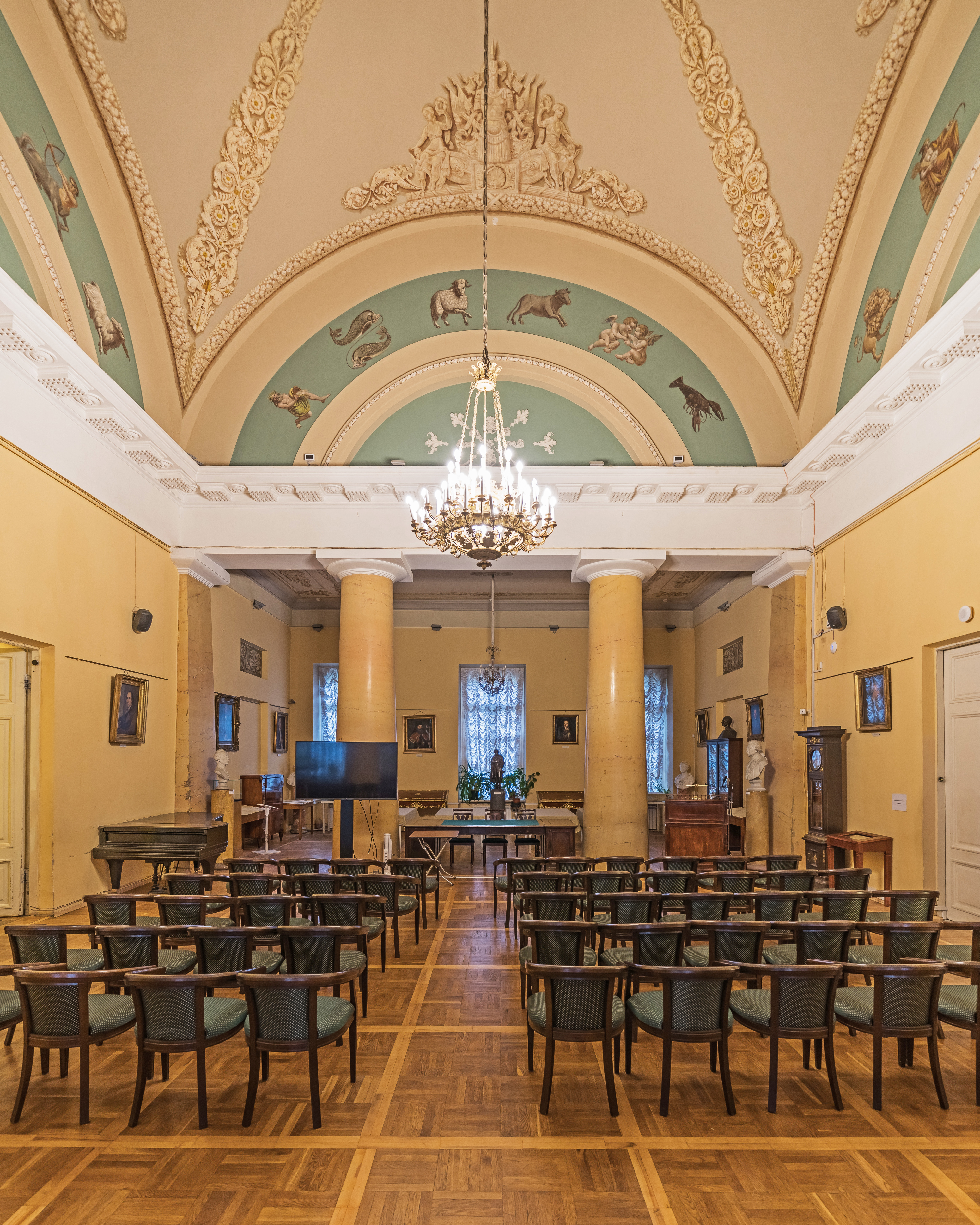
Главный зал
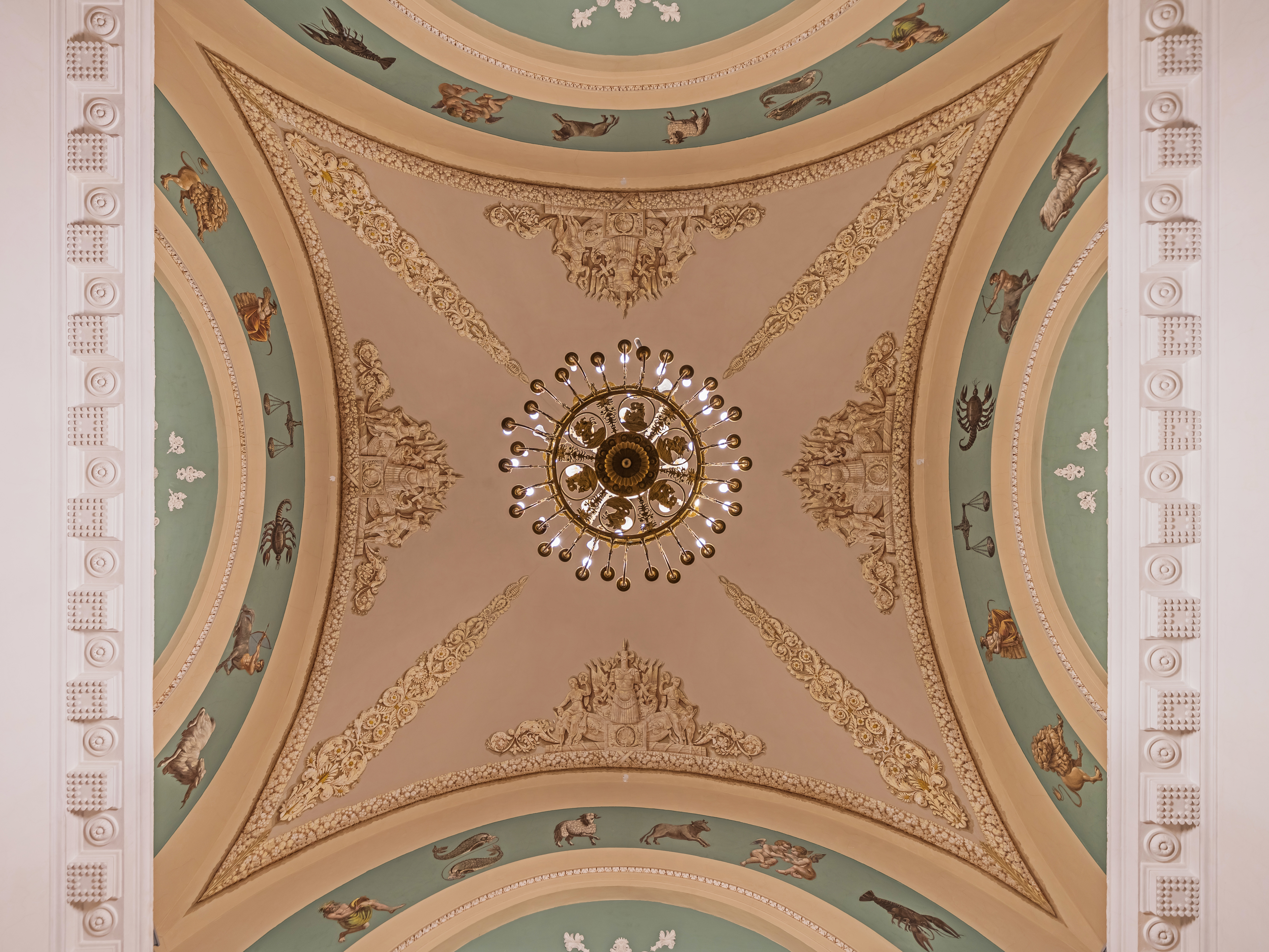
Роспись центральной части главного зала
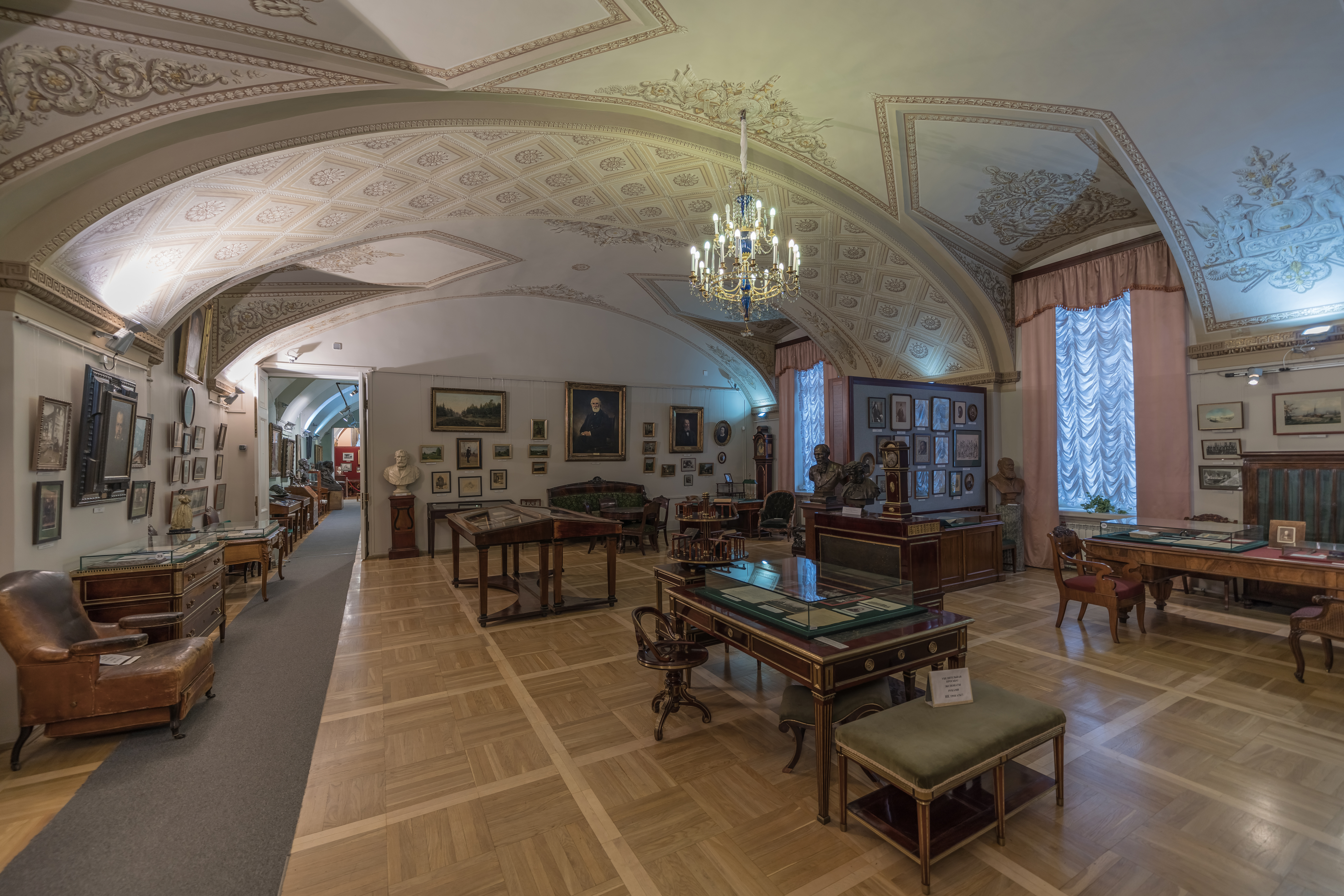
Интерьеры музея
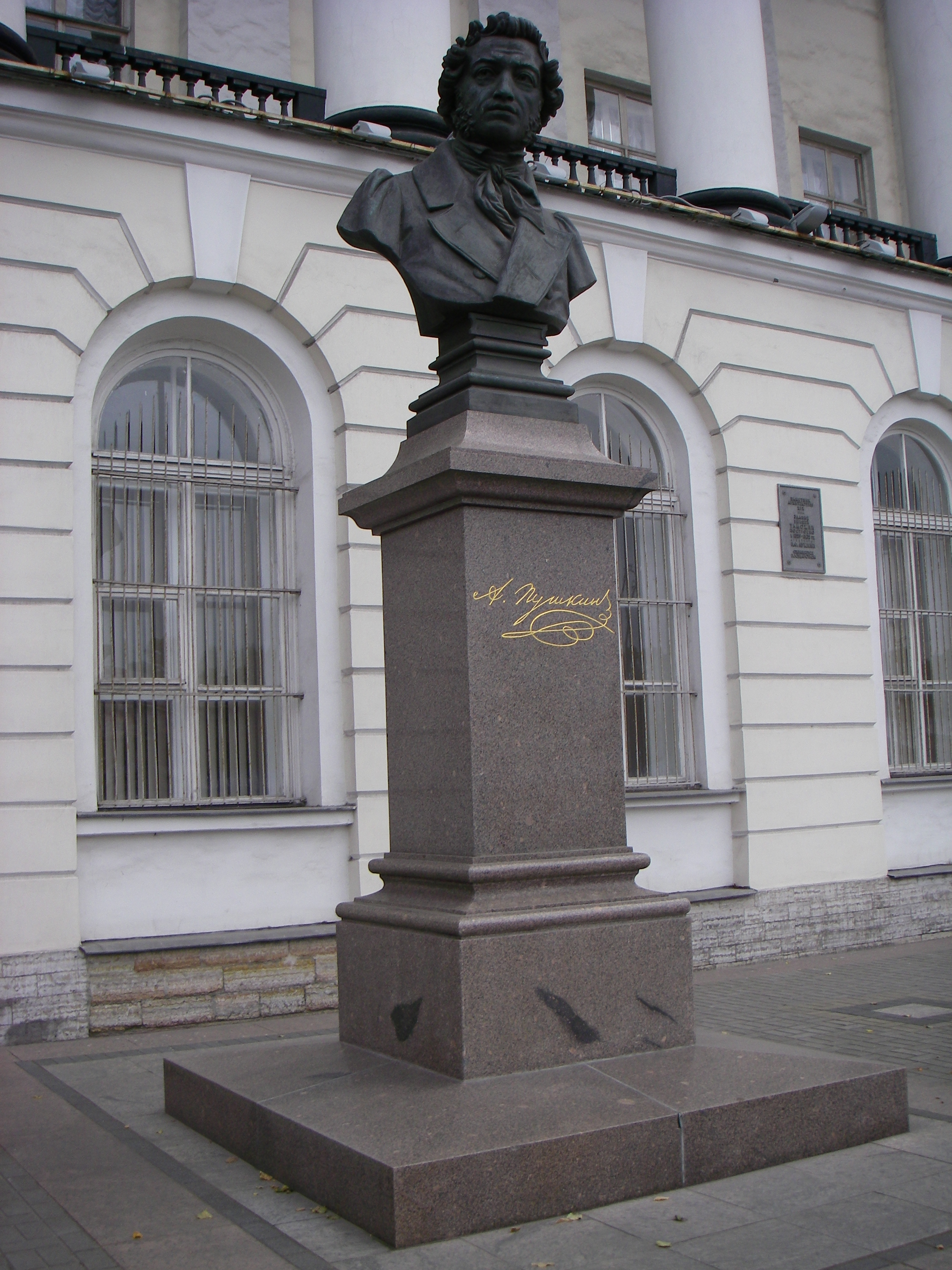
Бюст перед входом
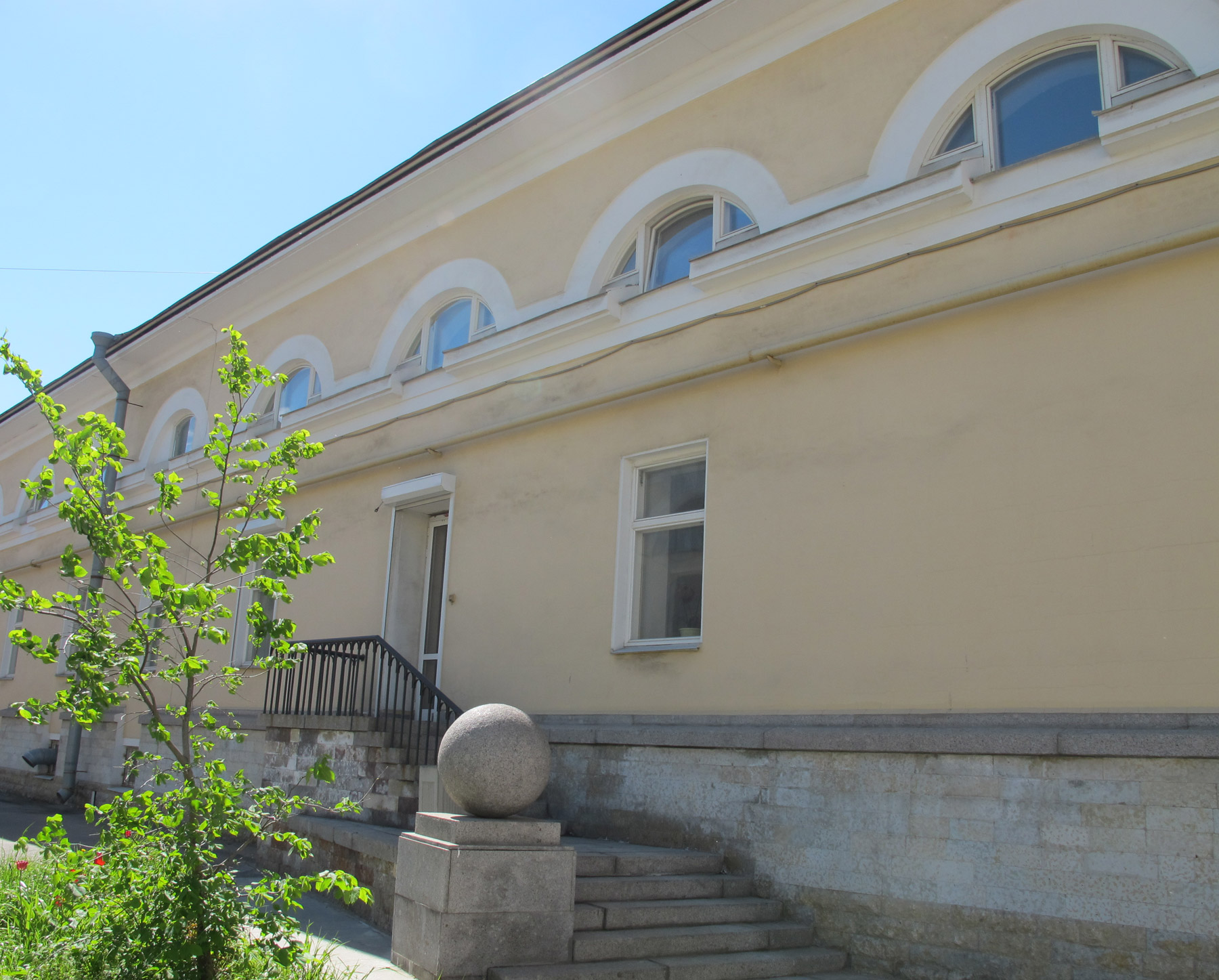
Фондохранилище